# Meliboeus makrisi
Meliboeus makrisi es una especie de escarabajo del género Meliboeus, familia Buprestidae. Fue descrita científicamente por Mühle & Brandl en 2009.